# Zsetiszu

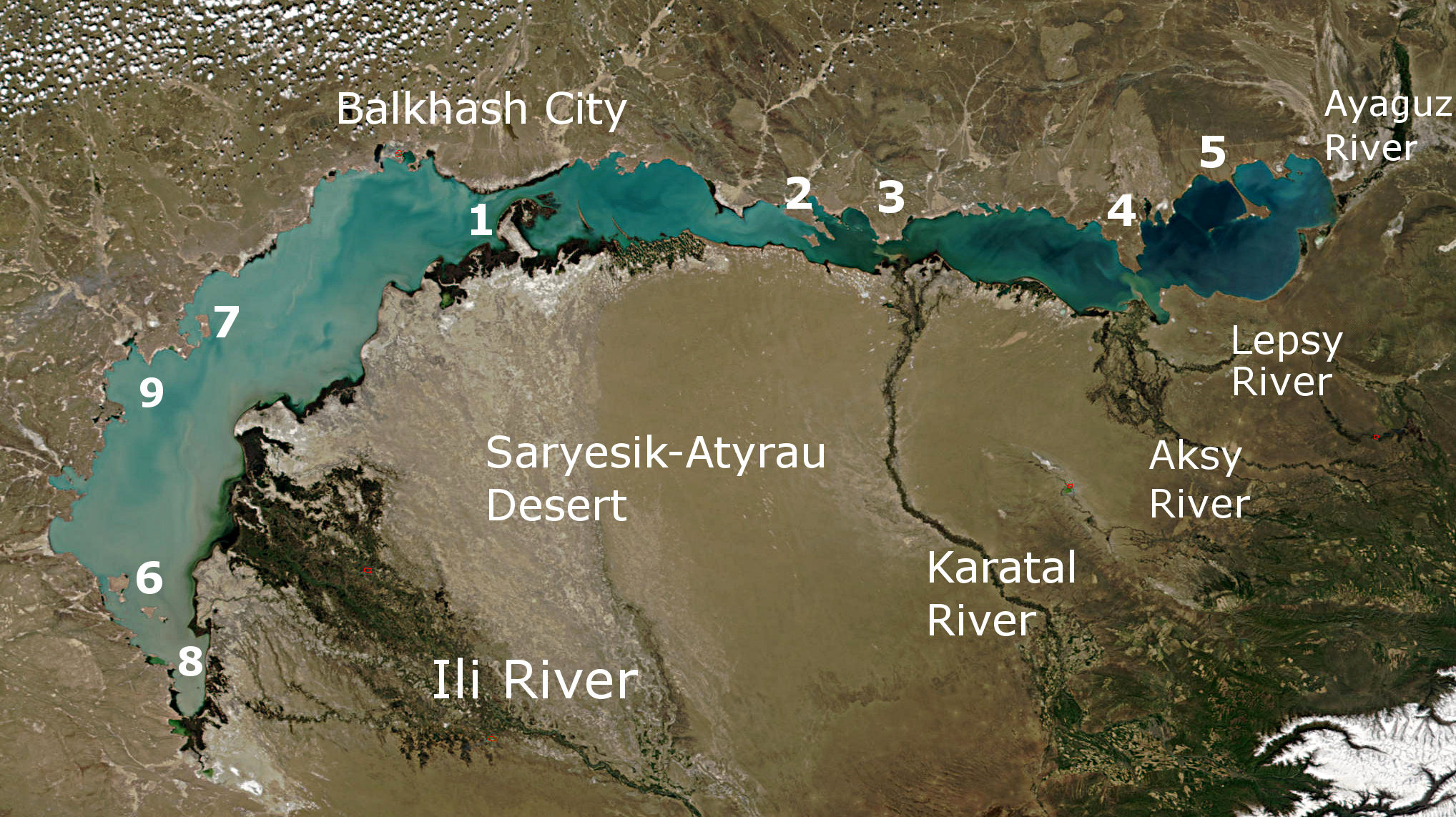
Az egykori "hét folyó" területén megmaradt öt Balkasba áramló folyó a térképen

Zsetiszu, vagy Szemirecsje (kazah nyelven: Жетысу, Джетысу, 
és Yedi-su törökül, هفت‌آب) a "hét folyó" régiója, amelyek közül öt ma is létezik. A fennmaradt folyók amelyek délkelet felől a Balkas-tó felé áramlanak: Ili, Karatal, Aksu és a Lepszi. A terület a perzsa Haft-āb Közép-Ázsia egy részének történelmi neve, amely a modern Kazahsztán délkeleti részének felel meg. 
Amikor a régiót a 19. században az Orosz Birodalom kebelezte be, neve oroszul is ismertté vált, mint Szemirecsje (orosz: Семиречье), amely a kazah Zsetiszu (pontosabban hét víz) orosz változata. 
Zsetiszu 2022 óta önálló régió Kazahsztánban, központja Taldikorgan. Szemirecsje terület azonban, mint az Orosz Birodalom közigazgatási egysége, nemcsak Zsetiszut, hanem olyan területeket is magában foglal, amelyek jelenleg Észak-Kirgizisztán és Kazahsztán szomszédos tartományai.

## Földrajza
A Szemirecsje-terület 19. századi földjei közé tartoztak a  Balkas-tótól délre fekvő sztyeppék és a Tien-san-hegység Iszik-köl (tó) környéki részei. A tartomány 147 300 km² volt, és északon Szemirecsje tartomány, keleten és délen Kína (Hszincsiang), valamint nyugaton Fergana, Szir-darja és az Akmolinszki területtel volt határos.
A Dzsjahari Alatau-hegység, amely elválasztotta Kulja kínai régióját, délnyugat felé halad az Ili-folyó felé, átlagosan 2700 m tenger feletti magasságban, több elszigetelt hófödte csúcsot elérve 3400-4300 m. Délen a régió magában foglalja Ala-Tau és a Tiensan bonyolult rendszereit. Az Iszik-köl-tó északi partján az előbbi, a Trans-Ili Ala-tau és a Terskey Ala-tau két tartományára terjedt ki, mindkettő 3000 és 4600 m között, és mindkettő részlegesen hóval fedett. A tótól délre, a Tien-san két tartománya, a Narin völgye által elválasztva, ugyanabba az irányba nyúlik, 1800-ra és 2400 m-re magas jeges csúcsaikkal; míg a tó partjától nyugatra, az Alexander-lánc lejtői, melyek 2700-3000 méter magas magas, 900–1200 m-rel magasabb csúcsokkal, a Szir-darja egykori tartományába (Simkent, Taraz és Turkesztán dél kazah városai). Egy másik, sokkal alacsonyabb magasságú hegyi komplexum északnyugatra fekszik a Trans-Ili Ala-tautól a Balkas-tó déli végpontja felé. Az északi részen, ahol a tartomány Szemipalatyinszk határát övezte, Tarbagatai tartomány nyugati részei voltak, amelyek csúcsai (3000 m) nem érik el az örök hó határát. A tartomány fennmaradó része az északkeleti (Szergiopol) termékeny sztyeppéből és a Balkas-tó déli részén elterülő hatalmas, lakhatatlan homoksztyeppekből állt. Ezektől délre a hegyek lábánál és a völgyek bejáratánál gazdag termőterületek vannak.

## Éghajlat
Zsetiszu klímája erősen kontinentális. A Balkas-sztyeppéken a tél nagyon hideg. A tó minden évben megfagy, a hőmérséklet –11 °C alá csökken. Az Ala-kul sztyeppékben a szél fújja el a havat. A télből tavaszba való átmenet nagyon hirtelen következik be, a sztyeppék vegetációja gyorsan fejlődik, azonban hamarosan kiégeti a nap.

## Folyói
A legjelentősebb folyó az Ili, amely a kínai Ili Kazah Autonóm prefektúra területén a Tien-san-hegységből lép be a Zsetiszu területére.